# 베리 베렌슨

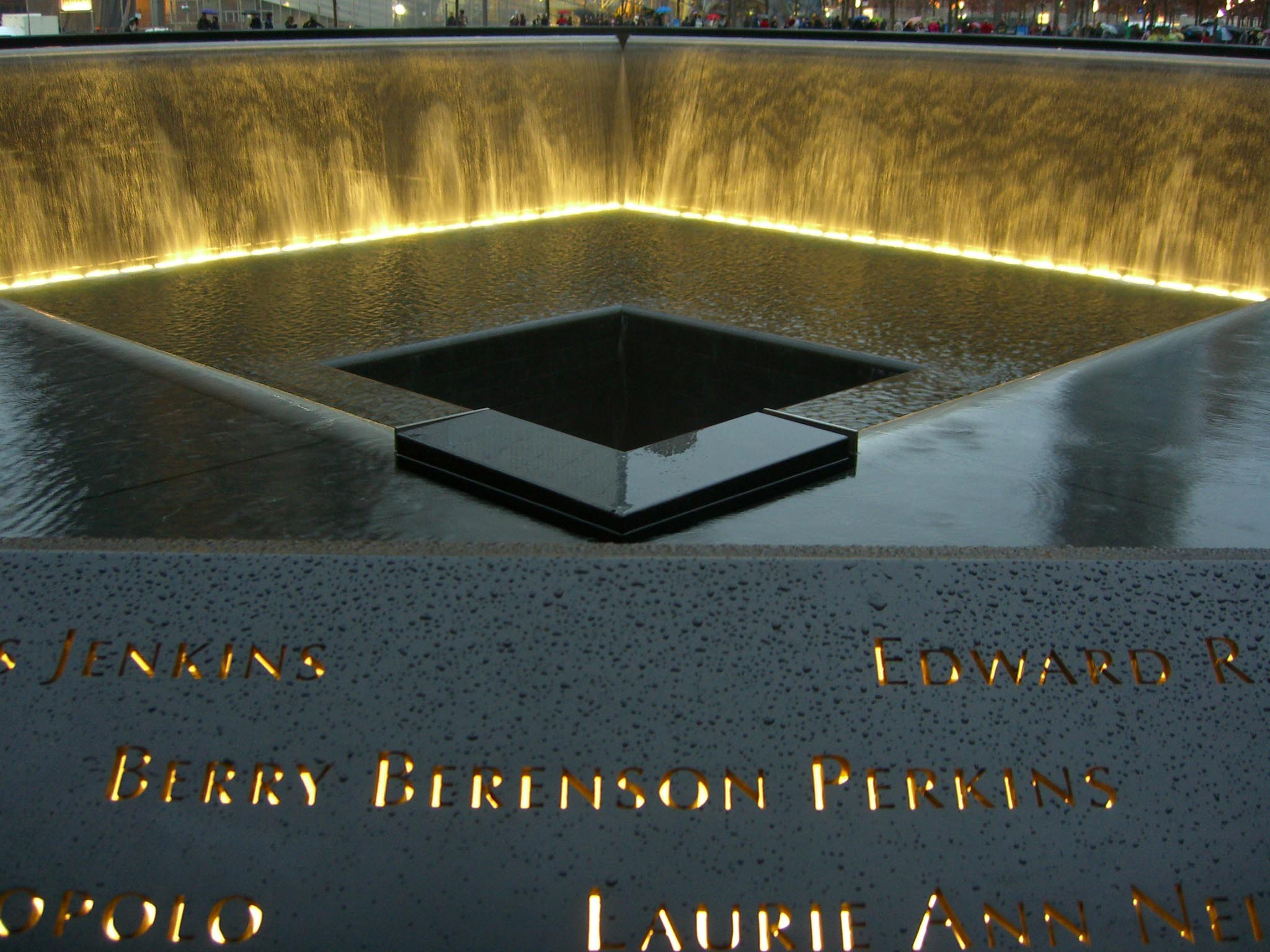

베리 베런슨(Berry Berenson, 1948년 4월 14일 ~ 2001년 9월 11일)는 미국의 배우, 사진가, 모델이다.
뉴욕에서 태어났으며 뉴욕에서 사망하였다.

## 영화
- 캣 피플 (1982년)
- 윈터 킬 (1979년)
- 리멤버 마이 네임 (1978년)